# Blouet (Adelsgeschlecht)

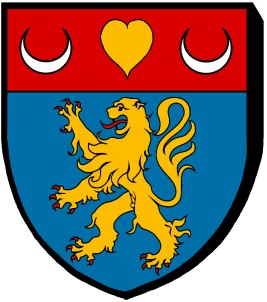
Wappen der Blouet de Camilly in der Normandie

Blouet ist ein sehr alter Familienname normannischer Herkunft.

## Geschichte
Die erste sichere Erwähnung findet er mit dem im 11. Jahrhundert geborenen Robert Blouet, welcher in Bricqueville-la-Blouette geboren wurde. Dies ist auch der Stammsitz der Familie und befindet sich auf der normannischen Halbinsel Cotentin.
Robert Blouet und Raoul Blouet begleiteten 1066 als ritterliche Kommandanten Wilhelm den Eroberer bei seiner Invasion in England (Battle Abbey Roll). Hier wurden sie mit Gütern vor allem in Hampshire belehnt. Sir Robert Blouet, wahrscheinlich identisch mit dem oben erwähnten Begleiter Wilhelms, wurde Lordkanzler, stieg damit faktisch zum Hochadel auf und wurde später Bischof von Lincolnshire, wo er auch 1123 starb. Der englische Zweig änderte seinen Namen allmählich in Blewitt. Weitere Schreibweisen sind Bloet, Bluit, Bluett und Blewett.
Ab dem 16. Jahrhundert taucht die adelige Familie Blouet de Camilly in der Normandie auf. Deren Stammreihe beginnt 1486 mit Guillaume I. Blouet de Mondehare. Augustin Blouet de Camilly war Berater des Königs im Parlament der Normandie und verheiratet mit Catherine Grossin, Dame von Bouville. Ihr ältester Sohn war François de Blouet de Camilly (1664–1723), von 1721 bis 1723 der Erzbischof von Tours. Der jüngere Sohn war Pierre de Blouet de Camilly (* 1666 in Camilly; † 1753 in Paris), französischer Seeoffizier und Diplomat während der Herrschaft der Könige Ludwig XIV. und Ludwig XV. Er beendete seine Karriere als Vice-amiral de France und Kommandeur der Flotte du Levant.